# MonsterMind
MonsterMind — программа Агентства национальной безопасности США (АНБ), которая создаёт автоматический ответ на иностранную кибератаку.
Существование программы было обнаружено бывшим подрядчиком АНБ Эдвардом Сноуденом, который утверждал, что программа отслеживает необычные шаблоны интернет-трафика, которые могут отражать атаку, включая использование алгоритмов для проверки метаданных. После обнаружения и идентификации MonsterMind автоматически блокирует попадание трафика в Соединённые Штаты.
Несмотря на то, что подобные программы существуют десятилетиями, MonsterMind уникален тем, что обладает способностью принимать ответные меры автономно, без какого-либо вмешательства человека.